# Ребер-при-Шкофліці
Ребер-при-Шкофліці (словен. Reber pri Škofljici) — поселення в общині Шкофліца, Осреднєсловенський регіон, Словенія. 
Висота над рівнем моря: 298,6 м.